# (58259) 1993 RA13
1993 أر أي 13 (ويعرف أيضًا باسم (58259) 1993 أر أي 13 وفق تسمية الكوكب الصغير) (بالإنجليزية: 1993 RA13)‏ هو كويكب ضمن حزام الكويكبات؛ وترتيبه 58259 من حيث الاكتشاف.
اكتُشف هذا الجُرم الفلكي بواسطة إيريك والتر إلست في 14 سبتمبر 1993.

## وصلات خارجية
- (58259) 1993 RA13 في قاعدة بيانات مختبر الدفع النفاث لأجرام النظام الشمسي الصغيرة

- الاكتشاف · مخطط المدار ·  العناصر المدارية · المعلمات المادية

- (58259) 1993 RA13 على موقع ويكي سكاي: DSS2, SDSS, GALEX, IRAS, Hydrogen α, X-Ray, Astrophoto, Sky Map, Articles and images